# Brzezinki Stare
Brzezinki Stare – wieś w Polsce położona w województwie mazowieckim, w powiecie zwoleńskim, w gminie Tczów. Ma status sołectwa.
| SIMC    | Nazwa              | Rodzaj    |
| ------- | ------------------ | --------- |
| 0639920 | Do Szerokiej Drogi | część wsi |
| 0639937 | Odnoga             | część wsi |

W latach 1954–1968 wieś należała i była siedzibą władz gromady Brzezinki, po jej zniesieniu w gromadzie Tczów. W latach 1975–1998 miejscowość administracyjnie należała do województwa radomskiego.
Wierni Kościoła rzymskokatolickiego należą do parafii św. Jana Chrzciciela w Tczowie.